# Movimiento de Izquierda Revolucionaria (Bolívia)
|  | Per a altres significats, vegeu «Movimiento de Izquierda Revolucionaria». |

El Movimiento de Izquierda Revolucionaria - Nueva Mayoría (MIR-NM) és un partit polític bolivià, en els seus orígens marxista i posteriorment d'ideologia socialdemòcrata. Va ser el tercer partit d'importància en les dues últimes dècades del segle xx. Es va crear en 1971 i va ser clausurat legalment per la Cort Nacional Electoral el 30 d'agost de 2006. Havia estat membre de la Internacional Socialista.

## Origen
Va ser fundat a mitjan 1971, per sustentar el govern revolucionari del general Juan José Torres; per una fusió de diversos moviments d'esquerres:
- militants de la Joventut del Partido Demócrata Cristiano Revolucionario de Bolívia: Jorge Ríos Dalenz, Antonio Araníbar Quiroga.
- militants del grup "Espartaco" (desencantats del MNR): René Zavaleta, Pablo Ramos.
- marxistes independents: Jaime Paz Zamora, Alfonso Camacho, Guillermo Capobianco, Oscar Eid Franco, Carlos Quiroga.

Als pocs dies es genera el cop del gral. Hugo Banzer Suárez per frenar l'avanç del procés revolucionari, la qual cosa causa la lluita clandestina dels militants del MIR, i la seva refundació el 7 de setembre de 1971 per Jaime Paz Zamora i Antonio Araníbar.
El partit ha estat conduït des d'un principi per Jaime Paz Zamora. El MIR arribava a ser influent en el moviment obrer bolivià durant els anys 1970.

## Història
El MIR va formar part dels governs d'Hernán Siles Zuazo, com a part de la Unidad Democrática y Popular (UDP) que va guanyar les eleccions en 1979; però a causa dels cops d'estat en primera instància del coronel Natusch Busch (2 de novembre de 1979) i del general Luis García Meza Tejada (17 de juliol de 1979); recentment va iniciar el seu període constitucional l'any 1982, any que marca la tornada a la democràcia i la fi de les dictadures militars al país.
Es va oposar a la dictadura de Bánzer. Va participar de la coalició contra el gral. Pereda, l'UDP, al costat del MNRI i al PCB, en les eleccions de 1978, 1979 i 1980. En 1982 Jaime Paz va aconseguir la vicepresidència amb Hernán Siles, en la UDP. En 1985 participen sols, i sofreixen l'escissió del grup d'Araníbar. En 1989 Paz Zamora aconsegueix el 3r lloc en la Presidencial, però després d'un acord amb ADN aconsegueix la Presidència, a canvi del suport a Bánzer en 1989, on no va presentar candidat.
En 1989, el MIR va aconseguir la tercera major votació en les eleccions i contra tot pronòstic, el seu líder Jaime Paz Zamora va aconseguir la presidència, després d'una aliança amb el seu antic enemic polític dels anys de la dictadura, Hugo Banzer Suárez qui comptava amb la segona majoria. Aquesta aliança política va ser molt controvertida, perquè gent del MIR, des de dirigents nacionals a militants de base, van ser assassinats durant la dictadura de Banzer. Abans de l'aliança, Jaime Paz Zamora havia dit que "un riu de sang divideix al MIR de l'ADN", no obstant això ara es diu, que Jaime Paz Zamora va construir un pont, amb els cadàvers dels morts del MIR per poder creuar aquest riu.

## Declivi
L'any 2002 les eleccions van generar novament tensions en arribar 3 candidats amb percentatges molt propers i sent el MIR la 4a candidatura:
- Gonzalo Sánchez de Lozada (MNR), 22,46%
- Evo Morales (MAS), 20,94%
- Manfred Reyes Villa, del NFR, 20,91%
- Jaime Paz Zamora, del MIR, 16,31%

La pressió internacional feia que s'evités que Evo Morales arribés a la presidència. D'altra banda existien precedents de les tàctiques polítiques que Jaime Paz Zamora utilitzava per aconseguir la presidència.
Finalment Jaime Paz Zamora accepta un "Acord Patrióico" i segella el seu suport al govern de Gonzalo Sánchez de Lozada. Les revoltes socials de 2003 pel caràcter neoliberal d'aquest govern causen la renúncia de Gonzalo Sánchez de Lozada a la presidència el 17 d'octubre de 2003. El seu successor també es recolza en el MIR, i aquest suport a la principal força contra la qual havia combatut va minvar la seva credibilitat.
Davant la nova crisi institucional que es genera com a conseqüència a la renúncia del President Carlos Mesa Gisbert el 10 de juny de 2005, la pressió popular va impedir que el President del Senat i successor constitucional, Hormando Vaca Díez, militant del MIR i el seu candidat presidencial, assumís la Presidència Interina de la República.
Els disturbis no es van calmar fins que tots dos successors cosntitucionals de partits "tradicionals", Hormando Vaca Díez (MIR), President del Senat, i Mario Ossio (MNR), president de la Cambra de diputats, van renunciar a la línia successòria constitucional, i va assumir Interinament el President de la Cort Suprema, Eduardo Rodríguez Veltzé.
En les eleccions del 18 de desembre de 2005 el MIR va decidir no portar candidat propi i deixà llibertat d'acció als seus militants. Com qui no vol la cosa van donar suport a la candidatura de Jorge Fernando "Tuto" Quiroga Ramírez, recolzat en l'Agrupación Ciudadana Poder Democrático y Social, aliena al desgast dels partits tradicionals.
la pèrdua de visibilitat pública va fer que els seus militants passessin a ingressar en altres formacions de recent creació com el liberal conservador Poder Democrático Social (Podemos) i el liberal Unidad Nacional (UN).
Finalment el 30 d'agost de 2006 la Cort Nacional Electoral cancel·la la seva personalitat jurídica per no haver obtingut almenys el 2% dels vots en les Eleccions per a l'Assemblea Constituent del 2 de juliol de 2006.

## Eleccions
| Any elecció            | Candidat President           | Militància                                                                         | Candidat Vicepresident / Militància                                                | Percentatge vots        |
| 9 de juliol de 1978    | Hernán Siles Suazo           | Movimiento Nacionalista Revolucionario de Izquierda (Unidad Democrática y Popular) | Jaime Paz Zamora / (MIR)                                                           | ???                     |
| 1 de juliol de 1979    | Hernán Siles Suazo           | Movimiento Nacionalista Revolucionario de Izquierda (Unidad Democrática y Popular) | Jaime Paz Zamora / (MIR)                                                           | 35,99%                  |
| 29 de juny de 1980     | Hernán Siles Suazo           | Movimiento Nacionalista Revolucionario de Izquierda (Unidad Democrática y Popular) | Jaime Paz Zamora / (MIR)                                                           | 38,74%                  |
| 14 de juny de 1985     | Jaime Paz Zamora             | MIR                                                                                | Oscar Eid Franco / (MIR)                                                           | 10,18%                  |
| 7 de maig de 1989      | Jaime Paz Zamora             | MIR-Nueva Mayoría                                                                  | Gustavo Fernández Saavedra / MIR-Nueva Mayoría                                     | 21,83%                  |
| 6 de juny de 1993      | Gral. (R) Hugo Banzer Suárez | Acción Democrática Nacionalista (Acuerdo Patriótico)                               | Oscar Zamora Medinacelli / Frente de Izquierda Revolucionaria (Acuerdo Patriótico) | 21,05%                  |
| 1 de juny de 1997      | Jaime Paz Zamora             | MIR-Nueva Mayoría                                                                  | Samuel Doria Medina / MIR-Nueva Mayoría                                            | 16,76%                  |
| 30 de juny de 2002     | Jaime Paz Zamora             | MIR-Nueva Mayoría                                                                  | Carlos Saavedra Bruno / MIR-Nueva Mayoría                                          | 16,31%                  |
| 18 de desembre de 2005 | Hormando Vaca Díez           | MIR-Nueva Mayoría                                                                  | No presenta candidatura                                                            | No presenta candidatura |